# 李偲源
李偲源（1987年8月29日—），韓國女演員，常見譯名為李詩媛、李時媛。

## 影視作品

### 電視劇
- 2012年：KBS《大王之夢》飾演 寶良宮主
- 2014年：SBS《神的禮物－14天》飾演 李水晶
- 2014年：tvN《未生》飾演 夏貞妍
- 2014年：OCN《Frost醫生》
- 2014年：SBS《奔跑吧薔薇》飾演 黃太熙
- 2015年：KBS《Who Are You－學校2015》飾演 鄭敏英
- 2015年：SBS《Mrs. Cop》飾演 姜智妍
- 2015年：KBS《拜託了，媽媽》飾演 尹智妍
- 2015年：SBS《我有愛人了》飾演 李熙珠（客串）
- 2015年：MBC《美麗的你》飾演 金秀珍
- 2016年：SBS《我女婿的女人》飾演 吳英彩
- 2016年：SBS《Puck》飾演 賈汝誾
- 2016年：KBS《Beautiful Mind》飾演 李思賢
- 2017年：KBS《推理的女王》飾演 徐賢秀
- 2018年：KBS《Suits》飾演 世熙
- 2018年：tvN《阿爾罕布拉宮的回憶》飾演 李秀真
- 2018年：tvN《tvN Drama Stage》
- 2019年：KBS《讓我聆聽你的歌》飾演 洪秀英
- 2020年：OCN《如實陳述》飾演 韓伊秀
- 2021年：TV朝鮮《Uncle》飾演 宋禾音
- 2022年：tvN《獵鑽緝兇》飾演 尹真
- 2023年：tvN《大指揮家：弦上的真相》飾演 李雅真

### 電影
- 2014年：《實習男生存法則》
- 2014年：《隧道3D》
- 2017年：《V.I.P》
- 2020年：《OK 老板娘》饰演 新婚妻子

### 綜藝
- 2019年：Channel A《新職員誕生記》
- 2023年：Netflix 《魔鬼的計謀》

## 外部連結
- 李偲源的Instagram帳戶
- NAVER （页面存档备份，存于）